# Гротријан
Гротријан је енергетски дијаграм који приказује дозвољене енергетске прелазе енергетским нивоима у атомима. Ова врста енергетских дијаграма је име добила по немачком астроному и астрофизичару Волтеру Гротријану који их је увео у физику 1928. године када их је користио у свом раду за графичко представљање спектара атома и молекула са једновалентним, двовалентним и тровалентним електронима.
Дијаграми гротријани се могу користити за схематски приказ код атома са једним или више електрона. Приликом прављења дијаграма, узимају се у обзир специфична селекциона правила која су у вези са угаоним моментом електрона.